# Amt Neustadt-Glewe
La comunità amministrativa di Neustadt-Glewe (Amt Neustadt-Glewe) si trova nel circondario di Ludwigslust-Parchim nel Meclemburgo-Pomerania Anteriore, in Germania.

## Suddivisione
Comprende 3 comuni:
1. Blievenstorf (439)
2. Brenz (490)
3. Neustadt-Glewe, Città * (6 931)

Il capoluogo è Neustadt-Glewe.